# We Sing.
We Sing. là đĩa mở rộng đầu tiên trong tập hợp ba đĩa mở rộng, có mặt trong một thời gian giới hạn của ca sĩ/nhạc sĩ người Mỹ Jason Mraz để quảng bá cho album phòng thu We Sing. We Dance. We Steal Things. EP này được phát hành ngày 18 tháng 3 năm 2008. EP cũng có mặt trong một phiên bản hạn chế của We Sing. We Dance. We Steal Things., phát hành ngày 18 tháng 11 năm 2008. Nó đạt vị trí cao nhất #101 trên Billboard 200 vào ngày 5 tháng 4 năm 2008.

## Danh sách track
| STT | Nhan đề                                          | Thời lượng |
| --- | ------------------------------------------------ | ---------- |
| 1.  | "I'm Yours (From the Casa Nova Sessions)"        | 4:47       |
| 2.  | "Live High (From an Avocado Salad Session)"      | 4:01       |
| 3.  | "If It Kills Me (From the Casa Nova Sessions)"   | 5:00       |
| 4.  | "A Beautiful Mess (From a Raining Jane Session)" | 5:17       |

## Bảng xếp hạng
| Bảng xếp hạng (2008)       | Vị trí cao nhất |
| -------------------------- | --------------- |
| Album Hoa Kỳ Billboard 200 | 101             |